# Phaeopyxis punctum
Phaeopyxis punctum är en lavart som först beskrevs av A. Massal., och fick sitt nu gällande namn av Rambold, Triebel & Coppins 1990. Phaeopyxis punctum ingår i släktet Phaeopyxis, ordningen disksvampar, klassen Leotiomycetes, divisionen sporsäcksvampar och riket svampar.  Arten är reproducerande i Sverige. Inga underarter finns listade i Catalogue of Life.